# Mladogramatická škola

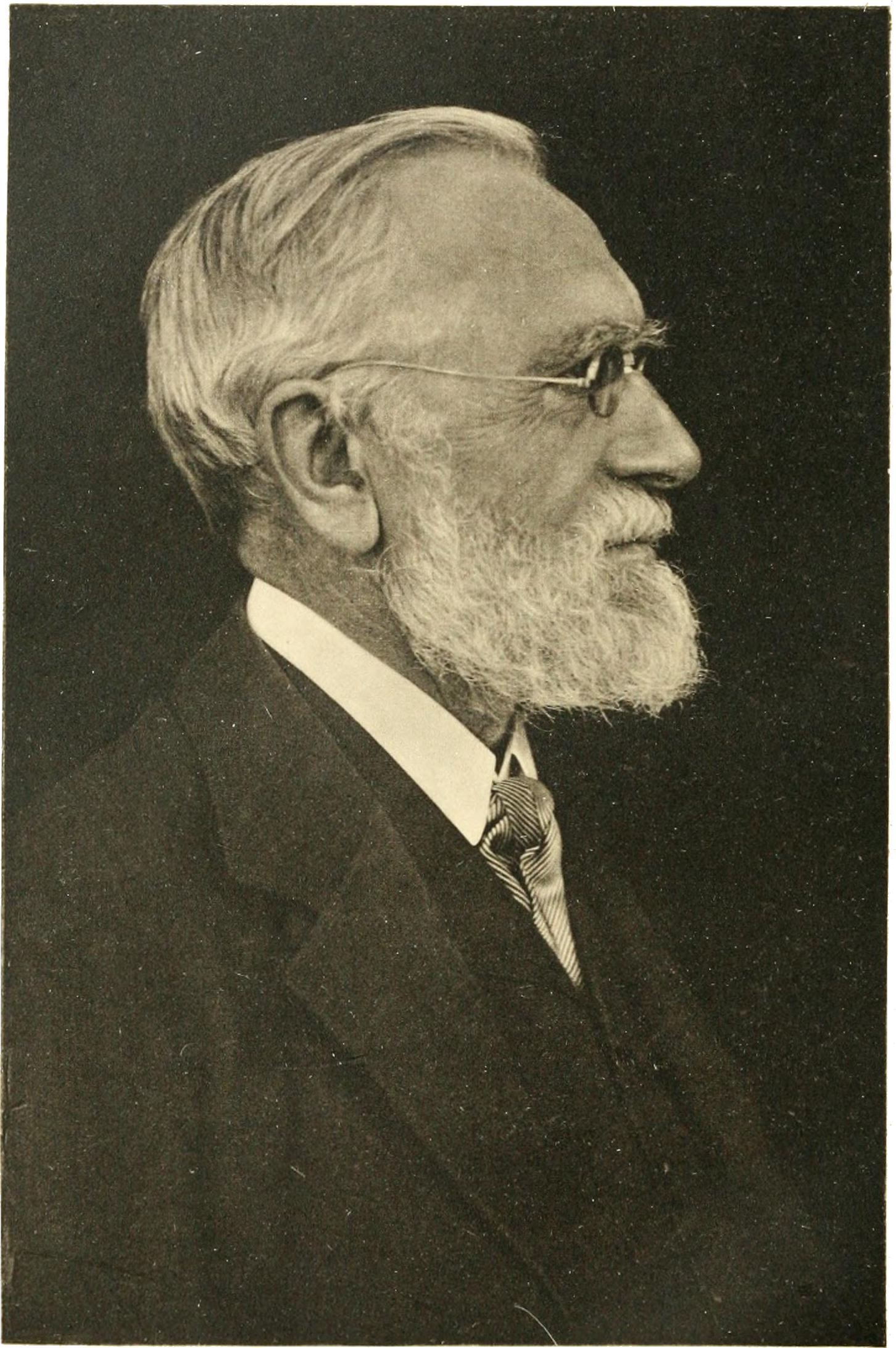
August Leskien, německý mladogramatik

Mladogramatická škola byla skupina německých jazykovědců, kteří se na Lipské univerzitě na konci 19. století věnovali historicko-srovnávací lingvistice. Jedním z jejich přínosů byla hypotéza o zákonitosti hláskových změn, jež měla lingvistiku posunout na úroveň přírodních věd. Označení mladogramatikové, německy Junggrammatiker, původně posměšné, poukazovalo na jejich mladickou nezkušenost a polemickou bojovnost; skupina se k němu však později sama přihlásila.
V českém prostředí se přívrženci mladogramatické školy vyznačovali zejména důrazem na přirozený vývoj jazyka a jeho objektivní pozorování, v protikladu se snahami brusičů o umělé zásahy do vývoje jazyka. Mezi výrazné české představitele patřili Jan Gebauer, Oldřich Hujer a další.

## Hlavní představitelé
- August Leskien (1840–1916)
- Berthold Delbrück (1842–1922)
- Hermann Paul (1846–1921)
- Hermann Osthoff (1847–1909)
- Karl Brugmann (1849–1919)
- Wilhelm Braune (1850–1926)
- Eduard Sievers (1850–1932)

## Mladogramatická hypotéza
Hlásková změna podle mladogramatiků nastává zároveň (a bezvýjimečně) u všech slov, u nichž ji hláskové okolí umožňuje.
Příkladem takové pravidelné hláskové změny je u germánských jazyků Vernerův zákon, který pomohl vysvětlit nepravidelnost, která se týkala Grimmova zákona.